# Deolinda
I Deolinda sono un gruppo musicale portoghese attivo dal 2006.

## Formazione
- Ana Bacalhau - voce
- Luís José Martins - chitarra classica, ukulele, guitalele, cavaquinho, voce
- Pedro da Silva Martins - chitarra classica, voce
- José Pedro Leitão - contrabbasso, voce

## Discografia
Album
- 2008 - Canção ao lado
- 2010 - Dois selos e um carimbo
- 2011 - Deolinda no Coliseu dos Recreios (Live)
- 2013 - Mundo Pequenino
- 2016 - Outras Histórias